# 오진영 (1879년)
오진영(吳璡泳, 1879년 양력 3월 24일 ~ ?)은 대한제국과 일제강점기의 군인이다.

## 생애
1898년에 대한제국 육군무관학교 학도로 뽑혀 이 학교를 속성과로 졸업하고 육군 장교로 임관했다. 1899년에 참위에 임명되었으며, 시위대와 진위대 등에서 복무했다.
1904년에는 육군 정위로 승진하고 육군무관학교 교관으로 근무했다. 대한제국 군대 해산 직후인 1907년 9월에 일본군을 견학한 일이 있다.
군대 해산 후에도 보병 정위로 근위대에서 복무했고, 한일 병합 조약 체결 후에 일본군으로 소속을 옮겨 보병 대좌까지 올랐다. 일본 정부로부터 1920년에 훈6등 서보장을 수여받는 등 정7위 훈6등에 서위되어 있었다.

## 평가
2008년 민족문제연구소가 발표한 친일인명사전 수록예정자 명단 중 군 부문에 선정되었다.

## 참고 자료
- 오진영(吳璡泳) - 국사편찬위원회